# The Final Edition
The Final Edition è un film del 1932 diretto da Howard Higgin.
È un film poliziesco a sfondo drammatico statunitense con Pat O'Brien, Mae Clarke e Morgan Wallace.

## Produzione
Il film, diretto da Howard Higgin su una sceneggiatura di Dorothy Howell e un soggetto di Roy Chanslor, fu prodotto dalla Columbia Pictures e girato dal 12 al 28 novembre 1931.

## Distribuzione
Il film fu distribuito negli Stati Uniti dal 12 febbraio 1932 al cinema dalla Columbia Pictures. È stato distribuito anche nel Regno Unito con il titolo Determination.